# Svenska Cricketförbundet
Svenska Cricketförbundet bildades 1991. och ordnar med organiserad cricket i Sverige. Sverige är affiliterad medlem av ICC. 1998 fanns cirka 500 licensierade cricketspelare i Sverige.

### Fotnoter
1. ↑  Jessika Svensk (14 augusti 2004). ”SM-final i skuggan av OS”. Dagens Nyheter. http://www.dn.se/sport/sm-final-i-skuggan-av-os. Läst 1 oktober 2011.
2. ↑  Peter Pettersson Kymmer (1 september 1998). ”Idrotter med imageproblem”. Dagens nyheter. http://www.dn.se/arkiv/sport/idrotter-med-imageproblem/. Läst 7 januari 2017.